# هلن سانسیسی وردنبورخ
هلن سانسیسی وردنبورخ (به هلندی: Heleen Sancisi Weerdenburg) (متولد ۲۳ می ۱۹۴۴ هارلم، درگذشت در ۲۸ می ۲۰۰۰ اوترخت ) مورخ و باستان‌شناس هلندی، متخصص در تاریخ یونان باستان و هخامنشیان اهل هلند بود.
سانسیسی در سال ۱۹۶۷ در رشتهٔ تاریخ باستان از دانشگاه لیدن فارغ‌التحصیل شد. وی بنیانگذار و سرپرست کارگاه‌های هخامنشی‌پژوهی در هلند بود.
او تحصیلات خود را در تاریخ باستان در دانشگاه لیدن آغاز کرد و در سال ۱۹۶۷ فارغ التحصیل شد تا تحت نظارت پروفسور دبلیو دن بوئر، متخصص تاریخ یونان، به تحقیق بپردازد.
علاقه او به ایران اولیه از پرداختن به دوره یونان کلاسیک ناشی شد، که تصاویر مهم و قدرتمند، اما در عین حال بسیار مشکل‌ساز، از تاریخ هخامنشی ارائه کرده است. برای پایان‌نامه دکترای خود، او وظیفه‌ای را بر عهده گرفت، که به یک موضوع دائمی تبدیل شد، مبنی بر تلاش برای جدا کردن واقعیت‌های پیچیده امپراتوری هخامنشی از تار و پود تحریف‌شده‌ای که توسط قراردادهای ادبی یونانی ایجاد شده بود. برای انجام این کار، او فارسی باستان را، عمدتاً به تنهایی، و باستان‌شناسی ایرانی را با لوئی واندنبرگ در خنت مطالعه کرد. ثمره کار او در پایان‌نامه دکترایش، Yauna en Persai: Grieken en Perzen in een ander perspectief (لیدن، ۱۹۸۰) ظاهر شد. فصل اول و شاید مهم‌ترین فصل، تجزیه و تحلیل مفصلی از کتیبه معروف خشایارشا داوا (XPh) بود. در اینجا او با قدرت علیه تلاش‌ها برای ارتباط اظهارات آن با رویدادهای تاریخی استدلال کرد و آن را به جای آن در زمینه لفاظی رسمی پادشاهی فارسی باستان قرار داد، که با کتیبه بیستون داریوش اول، به ویژه پاراگراف‌های ۷۲ و ۷۵، جایی که شورش با رد خدای پادشاه پارسی، اهورا مزدا، حذف می‌شود، آغاز شد. این در واقع متن را از خشایارشا به عنوان یک فرد جدا کرد، و یک قدم مهم در ارزیابی مجدد اهمیت نه فقط سلطنت خشایارشا، بلکه کل تاریخ امپراتوری هخامنشی در اواخر قرن پنجم و چهارم قبل از میلاد بود. رویکرد او به خوبی در مقاله "شخصیت خشایارشا، شاه شاهان" در Archaeologia Iranica et Orientalia, Miscellenea in honorem Louis Vanden Berghe (خنت، ۱۹۸۹) نشان داده شده است.
مسائلی که در تفسیر تنوع منابع موجود برای تاریخ هخامنشی مطرح می‌شود، وسوسه‌ی تطبیق آن‌ها با تصویری که از روایت‌های یونانی به دست آمده است، و در نتیجه، ناتوانی اجتناب‌ناپذیر در درک تاریخی، باعث شد که هلین سانسیسی-وردنبورگ پس از انتصاب به سمت استادیاری تاریخ باستان در دانشگاه ریکس گرونینگن (هلند)، کارگاه‌های تاریخ هخامنشی را بنیان‌گذاری کند. این کارگاه‌ها در سال ۱۹۸۰ در گرونینگن با گروه کوچکی از پژوهشگران هلندی (و یک پژوهشگر آلمانی) آغاز شد (گزارش‌های مربوط به این کارگاه‌ها را می‌توان در Persica ۹، ۱۹۸۰؛ و ۱۰، ۱۹۸۲ یافت). از سال ۱۹۸۳ به بعد، این کارگاه‌ها به رویدادی سالانه تبدیل شد که پژوهشگرانی از سراسر جهان و از تمامی رشته‌های مرتبط را گرد هم می‌آورد.
پس از نشست ۱۹۸۳، هلین سانسیسی-وردنبورگ، آملی کورت (از University College London) را برای همکاری در جلسات بعدی به این پروژه افزود. برنامه‌هایی که این دو در سال ۱۹۸۴ طراحی کردند، شش کارگاه دیگر را برای بررسی موضوعات گسترده‌ای از جمله تاریخ‌نگاری یونانی درباره‌ی ایران، مسائل روش‌شناختی، حضور امپراتوری و تأثیر آن بر سرزمین‌های تابعه، توسعه‌ی سنت اروپایی در تاریخ هخامنشی، سفرنامه‌نویسی درباره‌ی بناهای هخامنشی، و دوره‌بندی تاریخی دربرمی‌گرفت.
آخرین کارگاه در سال ۱۹۹۰ در دانشگاه میشیگان، ان آربور برگزار شد؛ به جز یک مورد (۱۹۸۵، در مؤسسه‌ی واربورگ، دانشگاه لندن)، تمامی نشست‌های دیگر در گرونینگن برگزار شدند. سازماندهی این کارگاه‌ها بسیار دقیق بود: هر کارگاه بر یک موضوع مشخص (که در یک یادداشت مقدماتی تنظیم شده بود) متمرکز می‌شد، مقالات از قبل تهیه و توزیع می‌شدند، جلسات یک و نیم روزه فقط به بحث اختصاص داشت، و تعداد شرکت‌کنندگان به حدود سی نفر محدود بود.
نتایج این کارگاه‌ها بسیار ثمربخش بود: تبادل اطلاعات و دیدگاه‌ها در میان رشته‌های مختلف و ایجاد شبکه‌ای از پژوهشگران با دغدغه‌های مشترک، باعث تجدیدنظر اساسی در شیوه‌ی رویکرد به تاریخ هخامنشی شد.
به جز دو کارگاه اول، تمامی کارگاه‌ها منتشر شدند (Achaemenid History I-VIII, Leiden, 1987-94) و از نویسندگان خواسته شد که مقالات خود را بر اساس مباحث مطرح‌شده در جلسات اصلاح کنند. این مقالات هشت جلد نخست مجموعه‌ی در حال انتشار Achaemenid History Series را تشکیل دادند که تاکنون پنج جلد دیگر نیز به آن اضافه شده است: M. B. Garrison و M. C. Root، ۱۹۹۶/۹۸، مطالعات مُهرهای تخت جمشید (AchHist IX)؛ P. Briant، ۱۹۹۶، تاریخ امپراتوری پارس، پاریس (AchHist X)؛ M. Brosius و A. Kuhrt (ویراستاران)، ۱۹۹۸، مطالعاتی در تاریخ ایران: مقالاتی به یاد دیوید ام. لوئیس (AchHist XI)؛ D. Kaptan، ۲۰۰۳، مُهرهای داسکیلیون (AchHist XII).
جدیدترین جلد این مجموعه، یادنامه‌ای برای هلین سانسیسی-وردنبورگ است که برخی از شرکت‌کنندگان در کارگاه‌های پیشین، دانشجویان و همکاران او در تألیف آن نقش داشته‌اند: W. Henkelman و A. Kuhrt (ویراستاران)، چشم‌اندازی پارسی: مقالاتی به یاد هلین سانسیسی-وردنبورگ، ۲۰۰۳ (AchHist XIII). جلد چهاردهم این مجموعه نیز مطالعه‌ای مهم درباره‌ی دین ایرانی است که توسط ووتر هنکلمان، تحت راهنمایی هلین سانسیسی-وردنبورگ آغاز شد: خدایان دیگر که هستند، رساله‌ی دکتری، لیدن، ۲۰۰۶.
تاثیر کارگاه‌ها بسیار زیاد بوده و همچنان نیز ادامه دارد، زیرا دستور کار جدیدی را برای مطالعه امپراتوری هخامنشی تعیین کرده است، که به نوبه خود پیامدهای مهمی در ارزیابی اسکندر مقدونی و مرحله هلنیستی تاریخ خاورمیانه داشته است. این امر به خوبی، برای مثال، در مطالعات متعدد پیر بریان، یکی از شرکت‌کنندگان تأثیرگذار در کارگاه‌ها، نشان داده شده است و همچنین در ارزیابی‌های مجدد امپراتوری سلوکی توسط سوزان شرین-وایت و آملی کورت (۱۹۸۷ و ۱۹۹۳) منعکس شده است. این ادای احترامی به دستاورد هلین سانسی-ویردنبرگ در قرار دادن تاریخ هخامنشی، از طریق کارگاه‌ها، "روی نقشه" به عنوان یک عامل حیاتی، در واقع مرکزی، در درک تاریخ هزاره اول قبل از میلاد بود، که او برای تصدی کرسی استادی هلند در آن آربر، میشیگان (۱۹۸۹-۹۰) انتخاب شد، و پس از آن انتصابش به ریاست تاریخ باستان در دانشگاه اوترخت در بهار ۱۹۹۰، و انتخاب متعاقب او به شورای تحقیقات هلند.
اگرچه کارگاه‌های تاریخ هخامنشی هستند، و باقی خواهند ماند، ماندگارترین یادبود هلین سانسی-ویردنبرگ، سایر آثار و علایق او قابل توجه بود. او تعدادی مقاله تحریک‌آمیز در مورد موضوعات ایرانی نوشت، از یک سری تحلیل‌های بنیادین از تأثیر مخرب "شرق‌گرایی" بر مطالعات هخامنشی (به ویژه برخی از نقدهای او را در، به عنوان مثال، Bibliotheca Orientalis ۴۴، ۱۹۸۳ و Mnemosyne ۴۶، ۱۹۹۳ ببینید) تا بحث در مورد عمل سلطنتی هدیه دادن (در پی. بریان و سی. هرنشمیت، ویراستاران، Le tribut dans l’empire perse، پاریس، ۱۹۸۹)، مفاهیم سیاسی ایرانی (در کی. رافلاب، ویراستار، Anfänge politischen Denkens in der Antike، مونیخ، ۱۹۹۳)، تاریخ‌نگاری (در سی. کراوس، ویراستار، The Limits of Historiography، لیدن، ۱۹۹۹)، و سؤال همیشه گیج‌کننده در مورد برداشت ایرانیان از یونانیان (در آی. مالکین، ویراستار، Ancient Perceptions of Greek Ethnicity، واشنگتن دی.سی.، ۲۰۰۱). یکی از مسائلی که او در دو مقاله (تاریخ هخامنشی III و VIII، ۱۹۸۸ و ۱۹۹۴) به آن پرداخت، مربوط به "امپراتوری ماد" است. به طور مختصر او استدلال کرد که فقدان شواهد برای چنین حکومتی برابر با فقدان امپراتوری است. اگرچه واکنش‌های اولیه با تردید همراه بود، استدلال‌های او اکنون توسط آشوری‌شناسان، مورخان کلاسیک و باستان‌شناسان بررسی شده است و به طور گسترده توسط اکثریت scholars پذیرفته شده است. علاوه بر این، او از نزدیک درگیر، و مشارکت‌کننده فعال در، زمینه رو به رشد مطالعه زنان در دوران باستان بود. در این حوزه، مقاله‌ای که به ویژه برای کسانی که در تاریخ هخامنشی دخیل هستند مورد توجه است، "خروج آتوسا: تصاویری از زنان در تاریخ‌نگاری یونان درباره ایران" است (در آ. کامرون و آ. کورت، ویراستاران، Images of Women in Antiquity، لندن، ۱۹۸۳، ۱۹۹۳)، یک مطالعه بنیادین و بسیار نقل شده. او همچنین بیشتر و بیشتر به تاریخ غذا و غذا خوردن علاقه‌مند شد، و یک کتاب محبوب در مورد این موضوع (با دستور العمل‌های نمونه) را به طور مشترک ویرایش کرد، که در تابستان ۱۹۹۴ به لیست پرفروش‌ترین‌ها در هلند رسید. در یادداشت جدی‌تر، "غذای ایرانی و هویت سیاسی" او، در Food in Antiquity (جی. ویلکینز و همکاران، ویراستاران، اکستر، ۱۹۹۵) قطعه‌ای اندیشه‌برانگیز از کار است که کلیشه‌سازی "ملی" را از طریق ایده‌های مربوط به غذا خوردن بررسی می‌کند.
بخش بزرگی از انرژی او در سال‌های آخر عمرش صرف توصیفات مسافران اولیه از سایت‌های هخامنشی شد. نهمین کارگاه تاریخ هخامنشی (۱۹۸۹) از قبل بر این موضوع متمرکز شده بود. به طور همزمان، هلین سانسی-ویردنبرگ نمایشگاهی از کتاب‌ها و نقاشی‌های مرتبط را سازماندهی کرد، که با جلدی همراه بود که، برای مثال، محدودیت‌های اعمال شده بر بازدیدکنندگان اروپایی از سایت‌های ایرانی توسط ایده‌ها و قراردادهای هنری معاصر را مورد بحث قرار می‌داد. این علاقه پایدار بیشتر در مشارکت او با گروهی علاقه‌مند به مسافر هلندی قرن هجدهم، کورنلیس دی بروین، دنبال شد، که منجر به انتشار کتابی مشترک توسط "De Bruyn Gezelschap" در مورد سفرهای او شد (Ik hadde de nieusgierigheid، لیدن، ۱۹۹۷).
در دهه آخر زندگی خود، او همچنین، به طور مثمر ثمر، به تاریخ یونان اولیه و تاریخ دانش کلاسیک بازگشت. فقط چند روز قبل از مرگش، مقالات کنفرانسی درباره ظالم آتنی پیسیستراتوس، که او سازماندهی و ویرایش کرده بود، منتشر شد (Peisistratos and tyranny: a reappraisal of the evidence، آمستردام، ۲۰۰۰). اینها بسیاری از خرد متعارف در مورد ماهیت دولت اولیه آتن را واژگون می‌کند. در سپتامبر ۲۰۰۰، یک سمپوزیوم در مورد سنت کلاسیک، که او در ماه‌های آخر زندگی خود مشغول ترتیب دادن آن بود، در آتن برگزار شد. سهم او توسط شاگردش، دبلیو. هنکلمان ("خشایارشا آنو ۱۹۱۹. جنگ‌های ایران به عنوان l’art pour l’art" در ام. هاگسما، پی. دن بوئر و ای. ام. مورمن، ویراستاران، The Impact of Classical Greece on European and National Identities، لیدن، ۲۰۰۳) تکمیل و پس از مرگ ارائه شد. یک نگرانی پایدار، انتقال این بینش‌های جدید به عموم مردم بود. برای ترویج این امر، او خستگی‌ناپذیر به سخنرانی برای گروه‌های غیر متخصص در هلند و فراتر از آن (به عنوان مثال، لهستان، آفریقای جنوبی و ایالات متحده) پرداخت. او همچنین تاریخ مختصری از امپراتوری ایران را برای استفاده در مدارس نوشت (Geschiedenis van het Perzische Rijk، بوسوم، ۱۹۸۲)، و مقالاتی را در مورد موضوعات هخامنشی به کتاب‌های راهنما (مانند کی. آر. وینهاف، ویراستار، Schrijvend Verleden، لیدن، ۱۹۸۳ و جی. ام. ساسون و همکاران، ویراستاران، Civilizations of the Ancient Near East، نیویورک، ۱۹۹۵) و دانشنامه‌ها، مانند Der Neue Pauly ۱۹۹۶-۱۹۹۹، Oxford Classical Dictionary ویرایش سوم، ۱۹۹۹، و Encyclopaedia Iranica کمک کرد.

## آثار
هلن سانسیسی وردنبورخ نویسندهٔ پرکاری بود و آثار زیادی به زبان‌های هلندی و انگلیسی منتشر کرد که مهم‌ترین آن‌ها چنین است:
- J. -W. Drijvers, J. de Hond and H. Sancisi-Weerdenburg, eds. , “Ik hadde de nieusgiergigheid. ” De reizen door het Nabije Oosten van Cornelis de Bruijn (ca. 1652-1727), (Mededelingen en Verhandelingen van het Vooraziatisch-Egyptische Genootschap “Ex Oriente Lux,” Leiden 31), Leiden and Louvain, 1997.
- A. Kuhrt and H. Sancisi-Weerdenburg, eds. , Achaemenid History III: method and theory, Leiden, 1988.
- H. Sancisi-Weerdenburg, “Colloquium Early Achaemenid History,” Persica 9, 1980, pp.  231–32.
- Eadem, “Was there ever a Median empire?” in A. Kuhrt and H. Sancisi-Weerdenburg, eds. , Achaemenid History III, 1988, pp.  197–212.
- Sources, Structures & Synthesis: Proceedings of the Groningen 1983 Achaemenid History Workshop (Achaemenid History Series Vol 1) by Heleen Sancisi-Weerdenburg (Hardcover - Dec. 1, 1987)
- The Greek Sources: Proceedings of the Groningen 1984 Achaemenid History Workshop (Achaemenid History Series Vol 2) by Heleen Sancisi-Weerdenburg, et al. (Hardcover - Dec. 1987)
- Method and Theory: Proceedings of the London 1985 Achaemeniel History Workshop (Achaemenid History Workshop Series, Vol 3) by Amelie Kuhrt, et al. (Hardcover - Dec. 1, 1988)
- Centre and Periphery: Proceedings of the Groningen 1986 Achaemenid History Workshop (Achaemenid History Workshop Series Vol 4) by Heleen Sancisi-Weerdenburg, et al. (Hardcover - Dec. 1990)
- The Roots of the European Tradition: Proceedings of the Groningen 1987 Achaemenid History Workshop (Achaemenid History Series Vol 5) by Heleen Sancisi-Weerdenburg (Hardcover - Dec. 1990)
- Asia Minor & Egypt: Old Cultures in a New Empire (Achaemenid History Workshop Vol 6) by Heleen Sancisi-Weerdenburg, et al. (Hardcover - Dec. 1991)
- Through Travellers' Eyes: European Travellers on the Iranian Monuments (Achaemenid History Worhsop Series Vol 7) by Heleen Sancisi-Weerdenburg, et al. (Hardcover - Dec. 1991)
- Continuity & Change: Proceedings of the Last Achaemenid History Workshop 1990 (Achaemenid History Workshop Vol 8) by Heleen Sancisi-Weerdenburg, Amelie Kuhrt, and Margaret Cool Root (Hardcover - Dec. 1994)
- Persepolis Seal Studies: An Introduction With Provisional Concordances of Seal Numbers & Associated Documents on Fortification Tablets I-2087 (Achaemenid History Workshop Series Vol 9) Eisenbrauns (December 1, 1996)